# Американская история 4: Загадка ночи
«Американская история 4: Загадка ночи» (англ. An American Tail: The Mystery of The Night Monster, альтернативное название — «Американский хвост 4») — мультфильм. 1999 года, режиссёр и продюсер Ларри Лэтхэм. Это второе прямое видео, посвящённое «Американскому хвосту». Также четвёртая и последняя глава мультфильма. Томас Деккер играет роль молодого Файвела Мышкевича, в сюжете заданном перед событиями второго фильма и после третьего фильма. Universal Pictures выпустила его 25 июля 2000 года в США.

## Сюжет
Свирепое чудовище, охотящееся за мышами, наводит ужас на всех грызунов Манхэттена и преследует бедного Файвела в кошмарных снах. Вместе с мышью-репортером Файвел и его друзья пускаются в головокружительную погоню за «сенсацией века», чтобы увидеть «монстра» своими глазами!

## Озвучивание
| Актёр           | Роль                         |
| --------------- | ---------------------------- |
| Томас Деккер    | мышонок Файвел Мышкевич      |
| Дом Делуиз      | Тигр                         |
| Сьюзан Бойд     | Нелли Бри                    |
| Пэт Мьюзик      | Тони Топони / Mrs. Abernathy |
| Кэнди Майло     | мадам Мауси                  |
| Роберт Хейс     | Рид Дейли                    |
| Лейси Шабер     | Таня Мышкевич сестра Фейвела |
| Нехемия Персофф | Папа семьи Мышкевич          |
| Джейн Сингер    | Мама семьи Мышкевич          |
| Джон Мариано    | Twitch                       |
| Джефф Беннетт   | Slug / The Dane              |
| Джо Лала        | Бутлик                       |
| Шерман Ховард   | Хаггис                       |
| Джон Гарри      | одинокий Уоф                 |